# Chaloneriaceae
Chaloneriaceae é uma família extinta de vegetais da Divisão Lycopodiophyta, classe Isoetopsida (ou Lycopodiopsida por alguns pesquisadores) e da ordem Isoetales.

## Fósseis e espécies
Foram encontrados 464 fósseis de espécies da família Chaloneriaceae, sendo um encontrado na Polônia, próximo de Cracóvia e o restante encontrados nos Estados unidos e Canadá. A espécie encontrada na Polônia foi denominada Sporangiostrobus orzeschensis.